# Love Symbol (album)
Love Symbol je četrnaesti studijski album američkog glazbenika Princea, te drugi u suradnji s njegovim sastavom The New Power Generation. Objavile su ga diskografske kuće Paisley Park Records i Warner Bros. Records na dan 13. listopada 1992. Album je zamišljen kao "rock sapunica", te je kasnije prema njemu snimljen film 3 Chains o' Gold. Službeni naziv albuma je Princeov neizgovorljivi simbol "Love Symbol #2" kojeg je kasnije koristio kao svoje umjetničko ime. Album je zato poznat kao Love Symbol Album, Love Symbol, Symbol Album i Symbol. Poznatiji singlovi s albuma su "Sexy MF", "My Name Is Prince" i "7".

## Popis pjesama
| Br. | Skladba                   | Trajanje |
| --- | ------------------------- | -------- |
| 1.  | »My Name Is Prince«       | 6:36     |
| 2.  | »Sexy MF«                 | 5:25     |
| 3.  | »Love 2 the 9's«          | 5:45     |
| 4.  | »The Morning Papers«      | 3:57     |
| 5.  | »The Max«                 | 4:30     |
| 6.  | »Segue«                   | 0:21     |
| 7.  | »Blue Light«              | 4:38     |
| 8.  | »👁 Wanna Melt with U«     | 3:50     |
| 9.  | »Sweet Baby«              | 4:01     |
| 10. | »The Continental«         | 5:31     |
| 11. | »Damn U«                  | 4:25     |
| 12. | »Arrogance«               | 1:35     |
| 13. | »The Flow«                | 2:26     |
| 14. | »7«                       | 5:13     |
| 15. | »And God Created Woman«   | 3:18     |
| 16. | »3 Chains o' Gold«        | 6:03     |
| 17. | »Segue«                   | 1:30     |
| 18. | »The Sacrifice of Victor« | 5:41     |